# Centrosaurinae
A Centrosaurinae a ceratopsida dinoszauruszok egyik alcsaládja, melyet Lawrence Lambe őslénykutató nevezett el, 1915-ben, típusnemével a Centrosaurusszal együtt. A centrosaurinák két nemzetségre oszlanak fel, a centrosaurinikre és a pachyrhinosaurinikre.

## Törzsfejlődés
Az alábbi kladogram Anthony R. Fiorillo és Ronald S. Tykoski 2011-es filogenetikus elemzése alapján készült.
|  | „Centrosaurus” brinkmani                                                           |
|  |                                                                                    |
|  | \| \| Centrosaurus apertus \| \| \| \| \| \| Styracosaurus albertensis \| \| \| \| |
|  |                                                                                    |
|  | Centrosaurus apertus                                                               |
|  |                                                                                    |
|  | Styracosaurus albertensis                                                          |
|  |                                                                                    |

|  | Centrosaurus apertus      |
|  |                           |
|  | Styracosaurus albertensis |
|  |                           |

|  | Rubeosaurus ovatus         |
|  |                            |
|  | Einiosaurus procurvicornis |
|  |                            |

|  | Pachyrhinosaurus lakustai                                                                  |
|  |                                                                                            |
|  | \| \| Pachyrhinosaurus canadensis \| \| \| \| \| \| Pachyrhinosaurus perotorum \| \| \| \| |
|  |                                                                                            |
|  | Pachyrhinosaurus canadensis                                                                |
|  |                                                                                            |
|  | Pachyrhinosaurus perotorum                                                                 |
|  |                                                                                            |

|  | Pachyrhinosaurus canadensis |
|  |                             |
|  | Pachyrhinosaurus perotorum  |
|  |                             |

|  | Pachyrhinosaurus lakustai                                                                  |
|  |                                                                                            |
|  | \| \| Pachyrhinosaurus canadensis \| \| \| \| \| \| Pachyrhinosaurus perotorum \| \| \| \| |
|  |                                                                                            |
|  | Pachyrhinosaurus canadensis                                                                |
|  |                                                                                            |
|  | Pachyrhinosaurus perotorum                                                                 |
|  |                                                                                            |

|  | Pachyrhinosaurus canadensis |
|  |                             |
|  | Pachyrhinosaurus perotorum  |
|  |                             |

|  | Pachyrhinosaurus lakustai                                                                  |
|  |                                                                                            |
|  | \| \| Pachyrhinosaurus canadensis \| \| \| \| \| \| Pachyrhinosaurus perotorum \| \| \| \| |
|  |                                                                                            |
|  | Pachyrhinosaurus canadensis                                                                |
|  |                                                                                            |
|  | Pachyrhinosaurus perotorum                                                                 |
|  |                                                                                            |

|  | Pachyrhinosaurus canadensis |
|  |                             |
|  | Pachyrhinosaurus perotorum  |
|  |                             |

|  | Pachyrhinosaurus lakustai                                                                  |
|  |                                                                                            |
|  | \| \| Pachyrhinosaurus canadensis \| \| \| \| \| \| Pachyrhinosaurus perotorum \| \| \| \| |
|  |                                                                                            |
|  | Pachyrhinosaurus canadensis                                                                |
|  |                                                                                            |
|  | Pachyrhinosaurus perotorum                                                                 |
|  |                                                                                            |

|  | Pachyrhinosaurus canadensis |
|  |                             |
|  | Pachyrhinosaurus perotorum  |
|  |                             |

|  | Rubeosaurus ovatus         |
|  |                            |
|  | Einiosaurus procurvicornis |
|  |                            |

|  | Pachyrhinosaurus lakustai                                                                  |
|  |                                                                                            |
|  | \| \| Pachyrhinosaurus canadensis \| \| \| \| \| \| Pachyrhinosaurus perotorum \| \| \| \| |
|  |                                                                                            |
|  | Pachyrhinosaurus canadensis                                                                |
|  |                                                                                            |
|  | Pachyrhinosaurus perotorum                                                                 |
|  |                                                                                            |

|  | Pachyrhinosaurus canadensis |
|  |                             |
|  | Pachyrhinosaurus perotorum  |
|  |                             |

|  | Pachyrhinosaurus lakustai                                                                  |
|  |                                                                                            |
|  | \| \| Pachyrhinosaurus canadensis \| \| \| \| \| \| Pachyrhinosaurus perotorum \| \| \| \| |
|  |                                                                                            |
|  | Pachyrhinosaurus canadensis                                                                |
|  |                                                                                            |
|  | Pachyrhinosaurus perotorum                                                                 |
|  |                                                                                            |

|  | Pachyrhinosaurus canadensis |
|  |                             |
|  | Pachyrhinosaurus perotorum  |
|  |                             |

|  | Pachyrhinosaurus lakustai                                                                  |
|  |                                                                                            |
|  | \| \| Pachyrhinosaurus canadensis \| \| \| \| \| \| Pachyrhinosaurus perotorum \| \| \| \| |
|  |                                                                                            |
|  | Pachyrhinosaurus canadensis                                                                |
|  |                                                                                            |
|  | Pachyrhinosaurus perotorum                                                                 |
|  |                                                                                            |

|  | Pachyrhinosaurus canadensis |
|  |                             |
|  | Pachyrhinosaurus perotorum  |
|  |                             |

|  | Pachyrhinosaurus lakustai                                                                  |
|  |                                                                                            |
|  | \| \| Pachyrhinosaurus canadensis \| \| \| \| \| \| Pachyrhinosaurus perotorum \| \| \| \| |
|  |                                                                                            |
|  | Pachyrhinosaurus canadensis                                                                |
|  |                                                                                            |
|  | Pachyrhinosaurus perotorum                                                                 |
|  |                                                                                            |

|  | Pachyrhinosaurus canadensis |
|  |                             |
|  | Pachyrhinosaurus perotorum  |
|  |                             |

|  | „Centrosaurus” brinkmani                                                           |
|  |                                                                                    |
|  | \| \| Centrosaurus apertus \| \| \| \| \| \| Styracosaurus albertensis \| \| \| \| |
|  |                                                                                    |
|  | Centrosaurus apertus                                                               |
|  |                                                                                    |
|  | Styracosaurus albertensis                                                          |
|  |                                                                                    |

|  | Centrosaurus apertus      |
|  |                           |
|  | Styracosaurus albertensis |
|  |                           |

|  | Rubeosaurus ovatus         |
|  |                            |
|  | Einiosaurus procurvicornis |
|  |                            |

|  | Pachyrhinosaurus lakustai                                                                  |
|  |                                                                                            |
|  | \| \| Pachyrhinosaurus canadensis \| \| \| \| \| \| Pachyrhinosaurus perotorum \| \| \| \| |
|  |                                                                                            |
|  | Pachyrhinosaurus canadensis                                                                |
|  |                                                                                            |
|  | Pachyrhinosaurus perotorum                                                                 |
|  |                                                                                            |

|  | Pachyrhinosaurus canadensis |
|  |                             |
|  | Pachyrhinosaurus perotorum  |
|  |                             |

|  | Pachyrhinosaurus lakustai                                                                  |
|  |                                                                                            |
|  | \| \| Pachyrhinosaurus canadensis \| \| \| \| \| \| Pachyrhinosaurus perotorum \| \| \| \| |
|  |                                                                                            |
|  | Pachyrhinosaurus canadensis                                                                |
|  |                                                                                            |
|  | Pachyrhinosaurus perotorum                                                                 |
|  |                                                                                            |

|  | Pachyrhinosaurus canadensis |
|  |                             |
|  | Pachyrhinosaurus perotorum  |
|  |                             |

|  | Pachyrhinosaurus lakustai                                                                  |
|  |                                                                                            |
|  | \| \| Pachyrhinosaurus canadensis \| \| \| \| \| \| Pachyrhinosaurus perotorum \| \| \| \| |
|  |                                                                                            |
|  | Pachyrhinosaurus canadensis                                                                |
|  |                                                                                            |
|  | Pachyrhinosaurus perotorum                                                                 |
|  |                                                                                            |

|  | Pachyrhinosaurus canadensis |
|  |                             |
|  | Pachyrhinosaurus perotorum  |
|  |                             |

|  | Pachyrhinosaurus lakustai                                                                  |
|  |                                                                                            |
|  | \| \| Pachyrhinosaurus canadensis \| \| \| \| \| \| Pachyrhinosaurus perotorum \| \| \| \| |
|  |                                                                                            |
|  | Pachyrhinosaurus canadensis                                                                |
|  |                                                                                            |
|  | Pachyrhinosaurus perotorum                                                                 |
|  |                                                                                            |

|  | Pachyrhinosaurus canadensis |
|  |                             |
|  | Pachyrhinosaurus perotorum  |
|  |                             |

|  | Rubeosaurus ovatus         |
|  |                            |
|  | Einiosaurus procurvicornis |
|  |                            |

|  | Pachyrhinosaurus lakustai                                                                  |
|  |                                                                                            |
|  | \| \| Pachyrhinosaurus canadensis \| \| \| \| \| \| Pachyrhinosaurus perotorum \| \| \| \| |
|  |                                                                                            |
|  | Pachyrhinosaurus canadensis                                                                |
|  |                                                                                            |
|  | Pachyrhinosaurus perotorum                                                                 |
|  |                                                                                            |

|  | Pachyrhinosaurus canadensis |
|  |                             |
|  | Pachyrhinosaurus perotorum  |
|  |                             |

|  | Pachyrhinosaurus lakustai                                                                  |
|  |                                                                                            |
|  | \| \| Pachyrhinosaurus canadensis \| \| \| \| \| \| Pachyrhinosaurus perotorum \| \| \| \| |
|  |                                                                                            |
|  | Pachyrhinosaurus canadensis                                                                |
|  |                                                                                            |
|  | Pachyrhinosaurus perotorum                                                                 |
|  |                                                                                            |

|  | Pachyrhinosaurus canadensis |
|  |                             |
|  | Pachyrhinosaurus perotorum  |
|  |                             |

|  | Pachyrhinosaurus lakustai                                                                  |
|  |                                                                                            |
|  | \| \| Pachyrhinosaurus canadensis \| \| \| \| \| \| Pachyrhinosaurus perotorum \| \| \| \| |
|  |                                                                                            |
|  | Pachyrhinosaurus canadensis                                                                |
|  |                                                                                            |
|  | Pachyrhinosaurus perotorum                                                                 |
|  |                                                                                            |

|  | Pachyrhinosaurus canadensis |
|  |                             |
|  | Pachyrhinosaurus perotorum  |
|  |                             |

|  | Pachyrhinosaurus lakustai                                                                  |
|  |                                                                                            |
|  | \| \| Pachyrhinosaurus canadensis \| \| \| \| \| \| Pachyrhinosaurus perotorum \| \| \| \| |
|  |                                                                                            |
|  | Pachyrhinosaurus canadensis                                                                |
|  |                                                                                            |
|  | Pachyrhinosaurus perotorum                                                                 |
|  |                                                                                            |

|  | Pachyrhinosaurus canadensis |
|  |                             |
|  | Pachyrhinosaurus perotorum  |
|  |                             |

|  | „Centrosaurus” brinkmani                                                           |
|  |                                                                                    |
|  | \| \| Centrosaurus apertus \| \| \| \| \| \| Styracosaurus albertensis \| \| \| \| |
|  |                                                                                    |
|  | Centrosaurus apertus                                                               |
|  |                                                                                    |
|  | Styracosaurus albertensis                                                          |
|  |                                                                                    |

|  | Centrosaurus apertus      |
|  |                           |
|  | Styracosaurus albertensis |
|  |                           |

|  | Rubeosaurus ovatus         |
|  |                            |
|  | Einiosaurus procurvicornis |
|  |                            |

|  | Pachyrhinosaurus lakustai                                                                  |
|  |                                                                                            |
|  | \| \| Pachyrhinosaurus canadensis \| \| \| \| \| \| Pachyrhinosaurus perotorum \| \| \| \| |
|  |                                                                                            |
|  | Pachyrhinosaurus canadensis                                                                |
|  |                                                                                            |
|  | Pachyrhinosaurus perotorum                                                                 |
|  |                                                                                            |

|  | Pachyrhinosaurus canadensis |
|  |                             |
|  | Pachyrhinosaurus perotorum  |
|  |                             |

|  | Pachyrhinosaurus lakustai                                                                  |
|  |                                                                                            |
|  | \| \| Pachyrhinosaurus canadensis \| \| \| \| \| \| Pachyrhinosaurus perotorum \| \| \| \| |
|  |                                                                                            |
|  | Pachyrhinosaurus canadensis                                                                |
|  |                                                                                            |
|  | Pachyrhinosaurus perotorum                                                                 |
|  |                                                                                            |

|  | Pachyrhinosaurus canadensis |
|  |                             |
|  | Pachyrhinosaurus perotorum  |
|  |                             |

|  | Pachyrhinosaurus lakustai                                                                  |
|  |                                                                                            |
|  | \| \| Pachyrhinosaurus canadensis \| \| \| \| \| \| Pachyrhinosaurus perotorum \| \| \| \| |
|  |                                                                                            |
|  | Pachyrhinosaurus canadensis                                                                |
|  |                                                                                            |
|  | Pachyrhinosaurus perotorum                                                                 |
|  |                                                                                            |

|  | Pachyrhinosaurus canadensis |
|  |                             |
|  | Pachyrhinosaurus perotorum  |
|  |                             |

|  | Pachyrhinosaurus lakustai                                                                  |
|  |                                                                                            |
|  | \| \| Pachyrhinosaurus canadensis \| \| \| \| \| \| Pachyrhinosaurus perotorum \| \| \| \| |
|  |                                                                                            |
|  | Pachyrhinosaurus canadensis                                                                |
|  |                                                                                            |
|  | Pachyrhinosaurus perotorum                                                                 |
|  |                                                                                            |

|  | Pachyrhinosaurus canadensis |
|  |                             |
|  | Pachyrhinosaurus perotorum  |
|  |                             |

|  | Rubeosaurus ovatus         |
|  |                            |
|  | Einiosaurus procurvicornis |
|  |                            |

|  | Pachyrhinosaurus lakustai                                                                  |
|  |                                                                                            |
|  | \| \| Pachyrhinosaurus canadensis \| \| \| \| \| \| Pachyrhinosaurus perotorum \| \| \| \| |
|  |                                                                                            |
|  | Pachyrhinosaurus canadensis                                                                |
|  |                                                                                            |
|  | Pachyrhinosaurus perotorum                                                                 |
|  |                                                                                            |

|  | Pachyrhinosaurus canadensis |
|  |                             |
|  | Pachyrhinosaurus perotorum  |
|  |                             |

|  | Pachyrhinosaurus lakustai                                                                  |
|  |                                                                                            |
|  | \| \| Pachyrhinosaurus canadensis \| \| \| \| \| \| Pachyrhinosaurus perotorum \| \| \| \| |
|  |                                                                                            |
|  | Pachyrhinosaurus canadensis                                                                |
|  |                                                                                            |
|  | Pachyrhinosaurus perotorum                                                                 |
|  |                                                                                            |

|  | Pachyrhinosaurus canadensis |
|  |                             |
|  | Pachyrhinosaurus perotorum  |
|  |                             |

|  | Pachyrhinosaurus lakustai                                                                  |
|  |                                                                                            |
|  | \| \| Pachyrhinosaurus canadensis \| \| \| \| \| \| Pachyrhinosaurus perotorum \| \| \| \| |
|  |                                                                                            |
|  | Pachyrhinosaurus canadensis                                                                |
|  |                                                                                            |
|  | Pachyrhinosaurus perotorum                                                                 |
|  |                                                                                            |

|  | Pachyrhinosaurus canadensis |
|  |                             |
|  | Pachyrhinosaurus perotorum  |
|  |                             |

|  | Pachyrhinosaurus lakustai                                                                  |
|  |                                                                                            |
|  | \| \| Pachyrhinosaurus canadensis \| \| \| \| \| \| Pachyrhinosaurus perotorum \| \| \| \| |
|  |                                                                                            |
|  | Pachyrhinosaurus canadensis                                                                |
|  |                                                                                            |
|  | Pachyrhinosaurus perotorum                                                                 |
|  |                                                                                            |

|  | Pachyrhinosaurus canadensis |
|  |                             |
|  | Pachyrhinosaurus perotorum  |
|  |                             |

|  | „Centrosaurus” brinkmani                                                           |
|  |                                                                                    |
|  | \| \| Centrosaurus apertus \| \| \| \| \| \| Styracosaurus albertensis \| \| \| \| |
|  |                                                                                    |
|  | Centrosaurus apertus                                                               |
|  |                                                                                    |
|  | Styracosaurus albertensis                                                          |
|  |                                                                                    |

|  | Centrosaurus apertus      |
|  |                           |
|  | Styracosaurus albertensis |
|  |                           |

|  | Rubeosaurus ovatus         |
|  |                            |
|  | Einiosaurus procurvicornis |
|  |                            |

|  | Pachyrhinosaurus lakustai                                                                  |
|  |                                                                                            |
|  | \| \| Pachyrhinosaurus canadensis \| \| \| \| \| \| Pachyrhinosaurus perotorum \| \| \| \| |
|  |                                                                                            |
|  | Pachyrhinosaurus canadensis                                                                |
|  |                                                                                            |
|  | Pachyrhinosaurus perotorum                                                                 |
|  |                                                                                            |

|  | Pachyrhinosaurus canadensis |
|  |                             |
|  | Pachyrhinosaurus perotorum  |
|  |                             |

|  | Pachyrhinosaurus lakustai                                                                  |
|  |                                                                                            |
|  | \| \| Pachyrhinosaurus canadensis \| \| \| \| \| \| Pachyrhinosaurus perotorum \| \| \| \| |
|  |                                                                                            |
|  | Pachyrhinosaurus canadensis                                                                |
|  |                                                                                            |
|  | Pachyrhinosaurus perotorum                                                                 |
|  |                                                                                            |

|  | Pachyrhinosaurus canadensis |
|  |                             |
|  | Pachyrhinosaurus perotorum  |
|  |                             |

|  | Pachyrhinosaurus lakustai                                                                  |
|  |                                                                                            |
|  | \| \| Pachyrhinosaurus canadensis \| \| \| \| \| \| Pachyrhinosaurus perotorum \| \| \| \| |
|  |                                                                                            |
|  | Pachyrhinosaurus canadensis                                                                |
|  |                                                                                            |
|  | Pachyrhinosaurus perotorum                                                                 |
|  |                                                                                            |

|  | Pachyrhinosaurus canadensis |
|  |                             |
|  | Pachyrhinosaurus perotorum  |
|  |                             |

|  | Pachyrhinosaurus lakustai                                                                  |
|  |                                                                                            |
|  | \| \| Pachyrhinosaurus canadensis \| \| \| \| \| \| Pachyrhinosaurus perotorum \| \| \| \| |
|  |                                                                                            |
|  | Pachyrhinosaurus canadensis                                                                |
|  |                                                                                            |
|  | Pachyrhinosaurus perotorum                                                                 |
|  |                                                                                            |

|  | Pachyrhinosaurus canadensis |
|  |                             |
|  | Pachyrhinosaurus perotorum  |
|  |                             |

|  | Rubeosaurus ovatus         |
|  |                            |
|  | Einiosaurus procurvicornis |
|  |                            |

|  | Pachyrhinosaurus lakustai                                                                  |
|  |                                                                                            |
|  | \| \| Pachyrhinosaurus canadensis \| \| \| \| \| \| Pachyrhinosaurus perotorum \| \| \| \| |
|  |                                                                                            |
|  | Pachyrhinosaurus canadensis                                                                |
|  |                                                                                            |
|  | Pachyrhinosaurus perotorum                                                                 |
|  |                                                                                            |

|  | Pachyrhinosaurus canadensis |
|  |                             |
|  | Pachyrhinosaurus perotorum  |
|  |                             |

|  | Pachyrhinosaurus lakustai                                                                  |
|  |                                                                                            |
|  | \| \| Pachyrhinosaurus canadensis \| \| \| \| \| \| Pachyrhinosaurus perotorum \| \| \| \| |
|  |                                                                                            |
|  | Pachyrhinosaurus canadensis                                                                |
|  |                                                                                            |
|  | Pachyrhinosaurus perotorum                                                                 |
|  |                                                                                            |

|  | Pachyrhinosaurus canadensis |
|  |                             |
|  | Pachyrhinosaurus perotorum  |
|  |                             |

|  | Pachyrhinosaurus lakustai                                                                  |
|  |                                                                                            |
|  | \| \| Pachyrhinosaurus canadensis \| \| \| \| \| \| Pachyrhinosaurus perotorum \| \| \| \| |
|  |                                                                                            |
|  | Pachyrhinosaurus canadensis                                                                |
|  |                                                                                            |
|  | Pachyrhinosaurus perotorum                                                                 |
|  |                                                                                            |

|  | Pachyrhinosaurus canadensis |
|  |                             |
|  | Pachyrhinosaurus perotorum  |
|  |                             |

|  | Pachyrhinosaurus lakustai                                                                  |
|  |                                                                                            |
|  | \| \| Pachyrhinosaurus canadensis \| \| \| \| \| \| Pachyrhinosaurus perotorum \| \| \| \| |
|  |                                                                                            |
|  | Pachyrhinosaurus canadensis                                                                |
|  |                                                                                            |
|  | Pachyrhinosaurus perotorum                                                                 |
|  |                                                                                            |

|  | Pachyrhinosaurus canadensis |
|  |                             |
|  | Pachyrhinosaurus perotorum  |
|  |                             |

|  | „Centrosaurus” brinkmani                                                           |
|  |                                                                                    |
|  | \| \| Centrosaurus apertus \| \| \| \| \| \| Styracosaurus albertensis \| \| \| \| |
|  |                                                                                    |
|  | Centrosaurus apertus                                                               |
|  |                                                                                    |
|  | Styracosaurus albertensis                                                          |
|  |                                                                                    |

|  | Centrosaurus apertus      |
|  |                           |
|  | Styracosaurus albertensis |
|  |                           |

|  | Rubeosaurus ovatus         |
|  |                            |
|  | Einiosaurus procurvicornis |
|  |                            |

|  | Pachyrhinosaurus lakustai                                                                  |
|  |                                                                                            |
|  | \| \| Pachyrhinosaurus canadensis \| \| \| \| \| \| Pachyrhinosaurus perotorum \| \| \| \| |
|  |                                                                                            |
|  | Pachyrhinosaurus canadensis                                                                |
|  |                                                                                            |
|  | Pachyrhinosaurus perotorum                                                                 |
|  |                                                                                            |

|  | Pachyrhinosaurus canadensis |
|  |                             |
|  | Pachyrhinosaurus perotorum  |
|  |                             |

|  | Pachyrhinosaurus lakustai                                                                  |
|  |                                                                                            |
|  | \| \| Pachyrhinosaurus canadensis \| \| \| \| \| \| Pachyrhinosaurus perotorum \| \| \| \| |
|  |                                                                                            |
|  | Pachyrhinosaurus canadensis                                                                |
|  |                                                                                            |
|  | Pachyrhinosaurus perotorum                                                                 |
|  |                                                                                            |

|  | Pachyrhinosaurus canadensis |
|  |                             |
|  | Pachyrhinosaurus perotorum  |
|  |                             |

|  | Pachyrhinosaurus lakustai                                                                  |
|  |                                                                                            |
|  | \| \| Pachyrhinosaurus canadensis \| \| \| \| \| \| Pachyrhinosaurus perotorum \| \| \| \| |
|  |                                                                                            |
|  | Pachyrhinosaurus canadensis                                                                |
|  |                                                                                            |
|  | Pachyrhinosaurus perotorum                                                                 |
|  |                                                                                            |

|  | Pachyrhinosaurus canadensis |
|  |                             |
|  | Pachyrhinosaurus perotorum  |
|  |                             |

|  | Pachyrhinosaurus lakustai                                                                  |
|  |                                                                                            |
|  | \| \| Pachyrhinosaurus canadensis \| \| \| \| \| \| Pachyrhinosaurus perotorum \| \| \| \| |
|  |                                                                                            |
|  | Pachyrhinosaurus canadensis                                                                |
|  |                                                                                            |
|  | Pachyrhinosaurus perotorum                                                                 |
|  |                                                                                            |

|  | Pachyrhinosaurus canadensis |
|  |                             |
|  | Pachyrhinosaurus perotorum  |
|  |                             |

|  | Rubeosaurus ovatus         |
|  |                            |
|  | Einiosaurus procurvicornis |
|  |                            |

|  | Pachyrhinosaurus lakustai                                                                  |
|  |                                                                                            |
|  | \| \| Pachyrhinosaurus canadensis \| \| \| \| \| \| Pachyrhinosaurus perotorum \| \| \| \| |
|  |                                                                                            |
|  | Pachyrhinosaurus canadensis                                                                |
|  |                                                                                            |
|  | Pachyrhinosaurus perotorum                                                                 |
|  |                                                                                            |

|  | Pachyrhinosaurus canadensis |
|  |                             |
|  | Pachyrhinosaurus perotorum  |
|  |                             |

|  | Pachyrhinosaurus lakustai                                                                  |
|  |                                                                                            |
|  | \| \| Pachyrhinosaurus canadensis \| \| \| \| \| \| Pachyrhinosaurus perotorum \| \| \| \| |
|  |                                                                                            |
|  | Pachyrhinosaurus canadensis                                                                |
|  |                                                                                            |
|  | Pachyrhinosaurus perotorum                                                                 |
|  |                                                                                            |

|  | Pachyrhinosaurus canadensis |
|  |                             |
|  | Pachyrhinosaurus perotorum  |
|  |                             |

|  | Pachyrhinosaurus lakustai                                                                  |
|  |                                                                                            |
|  | \| \| Pachyrhinosaurus canadensis \| \| \| \| \| \| Pachyrhinosaurus perotorum \| \| \| \| |
|  |                                                                                            |
|  | Pachyrhinosaurus canadensis                                                                |
|  |                                                                                            |
|  | Pachyrhinosaurus perotorum                                                                 |
|  |                                                                                            |

|  | Pachyrhinosaurus canadensis |
|  |                             |
|  | Pachyrhinosaurus perotorum  |
|  |                             |

|  | Pachyrhinosaurus lakustai                                                                  |
|  |                                                                                            |
|  | \| \| Pachyrhinosaurus canadensis \| \| \| \| \| \| Pachyrhinosaurus perotorum \| \| \| \| |
|  |                                                                                            |
|  | Pachyrhinosaurus canadensis                                                                |
|  |                                                                                            |
|  | Pachyrhinosaurus perotorum                                                                 |
|  |                                                                                            |

|  | Pachyrhinosaurus canadensis |
|  |                             |
|  | Pachyrhinosaurus perotorum  |
|  |                             |

|  | „Centrosaurus” brinkmani                                                           |
|  |                                                                                    |
|  | \| \| Centrosaurus apertus \| \| \| \| \| \| Styracosaurus albertensis \| \| \| \| |
|  |                                                                                    |
|  | Centrosaurus apertus                                                               |
|  |                                                                                    |
|  | Styracosaurus albertensis                                                          |
|  |                                                                                    |

|  | Centrosaurus apertus      |
|  |                           |
|  | Styracosaurus albertensis |
|  |                           |

|  | Rubeosaurus ovatus         |
|  |                            |
|  | Einiosaurus procurvicornis |
|  |                            |

|  | Pachyrhinosaurus lakustai                                                                  |
|  |                                                                                            |
|  | \| \| Pachyrhinosaurus canadensis \| \| \| \| \| \| Pachyrhinosaurus perotorum \| \| \| \| |
|  |                                                                                            |
|  | Pachyrhinosaurus canadensis                                                                |
|  |                                                                                            |
|  | Pachyrhinosaurus perotorum                                                                 |
|  |                                                                                            |

|  | Pachyrhinosaurus canadensis |
|  |                             |
|  | Pachyrhinosaurus perotorum  |
|  |                             |

|  | Pachyrhinosaurus lakustai                                                                  |
|  |                                                                                            |
|  | \| \| Pachyrhinosaurus canadensis \| \| \| \| \| \| Pachyrhinosaurus perotorum \| \| \| \| |
|  |                                                                                            |
|  | Pachyrhinosaurus canadensis                                                                |
|  |                                                                                            |
|  | Pachyrhinosaurus perotorum                                                                 |
|  |                                                                                            |

|  | Pachyrhinosaurus canadensis |
|  |                             |
|  | Pachyrhinosaurus perotorum  |
|  |                             |

|  | Pachyrhinosaurus lakustai                                                                  |
|  |                                                                                            |
|  | \| \| Pachyrhinosaurus canadensis \| \| \| \| \| \| Pachyrhinosaurus perotorum \| \| \| \| |
|  |                                                                                            |
|  | Pachyrhinosaurus canadensis                                                                |
|  |                                                                                            |
|  | Pachyrhinosaurus perotorum                                                                 |
|  |                                                                                            |

|  | Pachyrhinosaurus canadensis |
|  |                             |
|  | Pachyrhinosaurus perotorum  |
|  |                             |

|  | Pachyrhinosaurus lakustai                                                                  |
|  |                                                                                            |
|  | \| \| Pachyrhinosaurus canadensis \| \| \| \| \| \| Pachyrhinosaurus perotorum \| \| \| \| |
|  |                                                                                            |
|  | Pachyrhinosaurus canadensis                                                                |
|  |                                                                                            |
|  | Pachyrhinosaurus perotorum                                                                 |
|  |                                                                                            |

|  | Pachyrhinosaurus canadensis |
|  |                             |
|  | Pachyrhinosaurus perotorum  |
|  |                             |

|  | Rubeosaurus ovatus         |
|  |                            |
|  | Einiosaurus procurvicornis |
|  |                            |

|  | Pachyrhinosaurus lakustai                                                                  |
|  |                                                                                            |
|  | \| \| Pachyrhinosaurus canadensis \| \| \| \| \| \| Pachyrhinosaurus perotorum \| \| \| \| |
|  |                                                                                            |
|  | Pachyrhinosaurus canadensis                                                                |
|  |                                                                                            |
|  | Pachyrhinosaurus perotorum                                                                 |
|  |                                                                                            |

|  | Pachyrhinosaurus canadensis |
|  |                             |
|  | Pachyrhinosaurus perotorum  |
|  |                             |

|  | Pachyrhinosaurus lakustai                                                                  |
|  |                                                                                            |
|  | \| \| Pachyrhinosaurus canadensis \| \| \| \| \| \| Pachyrhinosaurus perotorum \| \| \| \| |
|  |                                                                                            |
|  | Pachyrhinosaurus canadensis                                                                |
|  |                                                                                            |
|  | Pachyrhinosaurus perotorum                                                                 |
|  |                                                                                            |

|  | Pachyrhinosaurus canadensis |
|  |                             |
|  | Pachyrhinosaurus perotorum  |
|  |                             |

|  | Pachyrhinosaurus lakustai                                                                  |
|  |                                                                                            |
|  | \| \| Pachyrhinosaurus canadensis \| \| \| \| \| \| Pachyrhinosaurus perotorum \| \| \| \| |
|  |                                                                                            |
|  | Pachyrhinosaurus canadensis                                                                |
|  |                                                                                            |
|  | Pachyrhinosaurus perotorum                                                                 |
|  |                                                                                            |

|  | Pachyrhinosaurus canadensis |
|  |                             |
|  | Pachyrhinosaurus perotorum  |
|  |                             |

|  | Pachyrhinosaurus lakustai                                                                  |
|  |                                                                                            |
|  | \| \| Pachyrhinosaurus canadensis \| \| \| \| \| \| Pachyrhinosaurus perotorum \| \| \| \| |
|  |                                                                                            |
|  | Pachyrhinosaurus canadensis                                                                |
|  |                                                                                            |
|  | Pachyrhinosaurus perotorum                                                                 |
|  |                                                                                            |

|  | Pachyrhinosaurus canadensis |
|  |                             |
|  | Pachyrhinosaurus perotorum  |
|  |                             |

|  | „Centrosaurus” brinkmani                                                           |
|  |                                                                                    |
|  | \| \| Centrosaurus apertus \| \| \| \| \| \| Styracosaurus albertensis \| \| \| \| |
|  |                                                                                    |
|  | Centrosaurus apertus                                                               |
|  |                                                                                    |
|  | Styracosaurus albertensis                                                          |
|  |                                                                                    |

|  | Centrosaurus apertus      |
|  |                           |
|  | Styracosaurus albertensis |
|  |                           |

|  | Rubeosaurus ovatus         |
|  |                            |
|  | Einiosaurus procurvicornis |
|  |                            |

|  | Pachyrhinosaurus lakustai                                                                  |
|  |                                                                                            |
|  | \| \| Pachyrhinosaurus canadensis \| \| \| \| \| \| Pachyrhinosaurus perotorum \| \| \| \| |
|  |                                                                                            |
|  | Pachyrhinosaurus canadensis                                                                |
|  |                                                                                            |
|  | Pachyrhinosaurus perotorum                                                                 |
|  |                                                                                            |

|  | Pachyrhinosaurus canadensis |
|  |                             |
|  | Pachyrhinosaurus perotorum  |
|  |                             |

|  | Pachyrhinosaurus lakustai                                                                  |
|  |                                                                                            |
|  | \| \| Pachyrhinosaurus canadensis \| \| \| \| \| \| Pachyrhinosaurus perotorum \| \| \| \| |
|  |                                                                                            |
|  | Pachyrhinosaurus canadensis                                                                |
|  |                                                                                            |
|  | Pachyrhinosaurus perotorum                                                                 |
|  |                                                                                            |

|  | Pachyrhinosaurus canadensis |
|  |                             |
|  | Pachyrhinosaurus perotorum  |
|  |                             |

|  | Pachyrhinosaurus lakustai                                                                  |
|  |                                                                                            |
|  | \| \| Pachyrhinosaurus canadensis \| \| \| \| \| \| Pachyrhinosaurus perotorum \| \| \| \| |
|  |                                                                                            |
|  | Pachyrhinosaurus canadensis                                                                |
|  |                                                                                            |
|  | Pachyrhinosaurus perotorum                                                                 |
|  |                                                                                            |

|  | Pachyrhinosaurus canadensis |
|  |                             |
|  | Pachyrhinosaurus perotorum  |
|  |                             |

|  | Pachyrhinosaurus lakustai                                                                  |
|  |                                                                                            |
|  | \| \| Pachyrhinosaurus canadensis \| \| \| \| \| \| Pachyrhinosaurus perotorum \| \| \| \| |
|  |                                                                                            |
|  | Pachyrhinosaurus canadensis                                                                |
|  |                                                                                            |
|  | Pachyrhinosaurus perotorum                                                                 |
|  |                                                                                            |

|  | Pachyrhinosaurus canadensis |
|  |                             |
|  | Pachyrhinosaurus perotorum  |
|  |                             |

|  | Rubeosaurus ovatus         |
|  |                            |
|  | Einiosaurus procurvicornis |
|  |                            |

|  | Pachyrhinosaurus lakustai                                                                  |
|  |                                                                                            |
|  | \| \| Pachyrhinosaurus canadensis \| \| \| \| \| \| Pachyrhinosaurus perotorum \| \| \| \| |
|  |                                                                                            |
|  | Pachyrhinosaurus canadensis                                                                |
|  |                                                                                            |
|  | Pachyrhinosaurus perotorum                                                                 |
|  |                                                                                            |

|  | Pachyrhinosaurus canadensis |
|  |                             |
|  | Pachyrhinosaurus perotorum  |
|  |                             |

|  | Pachyrhinosaurus lakustai                                                                  |
|  |                                                                                            |
|  | \| \| Pachyrhinosaurus canadensis \| \| \| \| \| \| Pachyrhinosaurus perotorum \| \| \| \| |
|  |                                                                                            |
|  | Pachyrhinosaurus canadensis                                                                |
|  |                                                                                            |
|  | Pachyrhinosaurus perotorum                                                                 |
|  |                                                                                            |

|  | Pachyrhinosaurus canadensis |
|  |                             |
|  | Pachyrhinosaurus perotorum  |
|  |                             |

|  | Pachyrhinosaurus lakustai                                                                  |
|  |                                                                                            |
|  | \| \| Pachyrhinosaurus canadensis \| \| \| \| \| \| Pachyrhinosaurus perotorum \| \| \| \| |
|  |                                                                                            |
|  | Pachyrhinosaurus canadensis                                                                |
|  |                                                                                            |
|  | Pachyrhinosaurus perotorum                                                                 |
|  |                                                                                            |

|  | Pachyrhinosaurus canadensis |
|  |                             |
|  | Pachyrhinosaurus perotorum  |
|  |                             |

|  | Pachyrhinosaurus lakustai                                                                  |
|  |                                                                                            |
|  | \| \| Pachyrhinosaurus canadensis \| \| \| \| \| \| Pachyrhinosaurus perotorum \| \| \| \| |
|  |                                                                                            |
|  | Pachyrhinosaurus canadensis                                                                |
|  |                                                                                            |
|  | Pachyrhinosaurus perotorum                                                                 |
|  |                                                                                            |

|  | Pachyrhinosaurus canadensis |
|  |                             |
|  | Pachyrhinosaurus perotorum  |
|  |                             |

|  | „Centrosaurus” brinkmani                                                           |
|  |                                                                                    |
|  | \| \| Centrosaurus apertus \| \| \| \| \| \| Styracosaurus albertensis \| \| \| \| |
|  |                                                                                    |
|  | Centrosaurus apertus                                                               |
|  |                                                                                    |
|  | Styracosaurus albertensis                                                          |
|  |                                                                                    |

|  | Centrosaurus apertus      |
|  |                           |
|  | Styracosaurus albertensis |
|  |                           |

|  | Rubeosaurus ovatus         |
|  |                            |
|  | Einiosaurus procurvicornis |
|  |                            |

|  | Pachyrhinosaurus lakustai                                                                  |
|  |                                                                                            |
|  | \| \| Pachyrhinosaurus canadensis \| \| \| \| \| \| Pachyrhinosaurus perotorum \| \| \| \| |
|  |                                                                                            |
|  | Pachyrhinosaurus canadensis                                                                |
|  |                                                                                            |
|  | Pachyrhinosaurus perotorum                                                                 |
|  |                                                                                            |

|  | Pachyrhinosaurus canadensis |
|  |                             |
|  | Pachyrhinosaurus perotorum  |
|  |                             |

|  | Pachyrhinosaurus lakustai                                                                  |
|  |                                                                                            |
|  | \| \| Pachyrhinosaurus canadensis \| \| \| \| \| \| Pachyrhinosaurus perotorum \| \| \| \| |
|  |                                                                                            |
|  | Pachyrhinosaurus canadensis                                                                |
|  |                                                                                            |
|  | Pachyrhinosaurus perotorum                                                                 |
|  |                                                                                            |

|  | Pachyrhinosaurus canadensis |
|  |                             |
|  | Pachyrhinosaurus perotorum  |
|  |                             |

|  | Pachyrhinosaurus lakustai                                                                  |
|  |                                                                                            |
|  | \| \| Pachyrhinosaurus canadensis \| \| \| \| \| \| Pachyrhinosaurus perotorum \| \| \| \| |
|  |                                                                                            |
|  | Pachyrhinosaurus canadensis                                                                |
|  |                                                                                            |
|  | Pachyrhinosaurus perotorum                                                                 |
|  |                                                                                            |

|  | Pachyrhinosaurus canadensis |
|  |                             |
|  | Pachyrhinosaurus perotorum  |
|  |                             |

|  | Pachyrhinosaurus lakustai                                                                  |
|  |                                                                                            |
|  | \| \| Pachyrhinosaurus canadensis \| \| \| \| \| \| Pachyrhinosaurus perotorum \| \| \| \| |
|  |                                                                                            |
|  | Pachyrhinosaurus canadensis                                                                |
|  |                                                                                            |
|  | Pachyrhinosaurus perotorum                                                                 |
|  |                                                                                            |

|  | Pachyrhinosaurus canadensis |
|  |                             |
|  | Pachyrhinosaurus perotorum  |
|  |                             |

|  | Rubeosaurus ovatus         |
|  |                            |
|  | Einiosaurus procurvicornis |
|  |                            |

|  | Pachyrhinosaurus lakustai                                                                  |
|  |                                                                                            |
|  | \| \| Pachyrhinosaurus canadensis \| \| \| \| \| \| Pachyrhinosaurus perotorum \| \| \| \| |
|  |                                                                                            |
|  | Pachyrhinosaurus canadensis                                                                |
|  |                                                                                            |
|  | Pachyrhinosaurus perotorum                                                                 |
|  |                                                                                            |

|  | Pachyrhinosaurus canadensis |
|  |                             |
|  | Pachyrhinosaurus perotorum  |
|  |                             |

|  | Pachyrhinosaurus lakustai                                                                  |
|  |                                                                                            |
|  | \| \| Pachyrhinosaurus canadensis \| \| \| \| \| \| Pachyrhinosaurus perotorum \| \| \| \| |
|  |                                                                                            |
|  | Pachyrhinosaurus canadensis                                                                |
|  |                                                                                            |
|  | Pachyrhinosaurus perotorum                                                                 |
|  |                                                                                            |

|  | Pachyrhinosaurus canadensis |
|  |                             |
|  | Pachyrhinosaurus perotorum  |
|  |                             |

|  | Pachyrhinosaurus lakustai                                                                  |
|  |                                                                                            |
|  | \| \| Pachyrhinosaurus canadensis \| \| \| \| \| \| Pachyrhinosaurus perotorum \| \| \| \| |
|  |                                                                                            |
|  | Pachyrhinosaurus canadensis                                                                |
|  |                                                                                            |
|  | Pachyrhinosaurus perotorum                                                                 |
|  |                                                                                            |

|  | Pachyrhinosaurus canadensis |
|  |                             |
|  | Pachyrhinosaurus perotorum  |
|  |                             |

|  | Pachyrhinosaurus lakustai                                                                  |
|  |                                                                                            |
|  | \| \| Pachyrhinosaurus canadensis \| \| \| \| \| \| Pachyrhinosaurus perotorum \| \| \| \| |
|  |                                                                                            |
|  | Pachyrhinosaurus canadensis                                                                |
|  |                                                                                            |
|  | Pachyrhinosaurus perotorum                                                                 |
|  |                                                                                            |

|  | Pachyrhinosaurus canadensis |
|  |                             |
|  | Pachyrhinosaurus perotorum  |
|  |                             |

## Szaporodás
A szakirodalomban dokumentáltak néhány újszülött méretű feltételezett centrosaurina fosszíliát. A vizsgálatok azt jelzik, hogy a centrosaurinák párkereséshez használt részei nem fejlődtek ki teljesen, amíg nem közelítették meg a felnőttkort. Az állatok relatív korát a méretük, a csontjaik összeforrottságának mértéke és a korral együtt járó csontszövetbeli változások alapján határozták meg. Sampson kapcsolatot talált a centrosaurinák párkereséshez használt részeinek lassú fejlődése és az életkori különbségek révén hierarchikus közösséget alkotó felnőtt állatok között. Az ilyen csoportokban a fiatal hímek általában néhány évvel azelőtt válnak ivaréretté, mielőtt a párkereséshez használt részeik teljesen kifejlődnének. Ezzel ellentétben a nőstényekre nem jellemző az elnyújtott ivarérési időszak.

## Fordítás
- Ez a szócikk részben vagy egészben a Centrosaurinae című angol Wikipédia-szócikk ezen változatának fordításán alapul.  Az eredeti cikk szerkesztőit annak laptörténete sorolja fel. Ez a jelzés csupán a megfogalmazás eredetét és a szerzői jogokat jelzi, nem szolgál a cikkben szereplő információk forrásmegjelöléseként.